# Festa Major de Vallvidrera
La Festa Major de Vallvidrera és organitzada anualment la segona setmana de setembre per l'Associació de Veïns de Vallvidrera i el centre cívic del barri. En el programa, hi solen haver activitats molt diverses perquè tothom hi pugui trobar allò que li agradi. S'hi destaquen les exposicions, tallers infantils, teatre, balls de festa major, activitats esportives, concerts i àpats populars. Des de fa anys, en forma part també la Fira Agrícola de Collserola, on s'exposen productes ecològics de professionals locals. La primera referència de la festa major és de la dècada dels anys seixanta del segle xx.